# Shiwanokia Corona
La Shiwanokia Corona è una struttura geologica della superficie di Venere.